# روکرد
روکرد، روستایی از توابع بخش مرکزی شهرستان رفسنجان در استان کرمان ایران است.نام خانوادگی اکثر اهالی، رضائی زاده و واعظی روکِرد میباشد.

## جمعیت
این روستا در دهستان خنامان قرار دارد و براساس سرشماری مرکز آمار ایران در سال ۱۳۸۵، جمعیت آن ۵۲ نفر (۱۹خانوار) بوده‌است.